# Nilüfer Yanya
Nilüfer Yanya (Londra, 11 maggio 1995) è una cantautrice inglese.

## Biografia
Figlia di due artisti visivi, Yanya è cresciuta nel distretto di Chelsea, a Londra. Sua madre è di origini irlandesi e delle Barbados e suo padre è turco. Cresciuta con la musica turca di suo padre e la musica classica di sua madre che suonava a casa, presto gravitò sul rock e imparò a suonare la chitarra a 12 anni. 

## Carriera
Iniziando in modo informale la sua carriera musicale con demo caricate su SoundCloud nel 2014, ha rifiutato un'offerta per unirsi a un gruppo di ragazze prodotto da Louis Tomlinson degli One Direction e concentrandosi invece sullo sviluppo della propria musica. Il suo primo EP, Small Crimes / Keep on Calling, è stato pubblicato nel 2016. Il suo secondo EP, Plant Feed, è stato pubblicato nel 2017, seguito da Do You Like Pain? nel 2018.
Nel 2019, ha pubblicato il suo album di debutto in studio, Miss Universe, che ha ricevuto recensioni entusiastiche e consensi dalla critica, che ha notato la sua capacità di rimbalzare avanti e indietro tra stili musicali e lirici. La musica di Yanya è stata descritta come nervosa e irrequieta, combinando influenze dall'indie rock al soul, al jazz e al trip hop. Una recensione di Stereogum ha definito la sua voce "malleabile e infinitamente espressiva".

## Discografia

### Album in studio
- Miss Universe (2019)
- Inside Out (2021)
- Painless (2022)
- My Method Actor (2024)

### EP
- Small Crimes/Keep on Calling (2016)
- Plant Feed (2017)
- Do You Like Pain? (2018)
- Feeling Lucky? (2020)